# Formby
Pour les articles homonymes, voir Formby (homonymie).
Formby est une ville et une paroisse civile du Merseyside, en Angleterre.